# Atacama
Puščava Atacama (špansko Desierto de Atacama) je planota v Južni Ameriki (predvsem v Čilu), ki pokriva 1000 km dolg pas zemlje ob pacifiški obali, zahodno od Andov. To je najbolj suha puščava na svetu, pa tudi edina prava puščava, ki dobi manj padavin kot polarne puščave.  Po ocenah puščava Atacama zaseda med 105.000 km² ali 128.000 km², če so vključena neplodna nižja pobočja Andov. Večina puščave je sestavljena iz kamnitega terena, slanih jezer (salares), peska in felzične lave, ki teče proti Andom.
Geografsko se suhost Atacame razlaga tako, da se ta nahaja med dvema gorskima verigama (Andi in čilska obalna kordiljera), ki sta dovolj visoki, da preprečujeta vlagi prehod iz pacifiškega ali atlantskega oceana in je zato obojestransko v padavinski senci. 

## Lega
Po podatkih Svetovnega sklada za naravo je ekoregija puščave Atacama dolga približno 1600 km vzdolž ozke obale severne tretjine Čila, od približno Arice (18 ° 24' J) proti jugu do La Serene (29 ° 55' J). Družba National Geographic meni, da je obalno območje južnega Peruja del puščave Atacama in vključuje tudi puščave južno od regije Ica v Peruju.
Peru jo obdaja na severu in čilenska matoralna ekoregija na jugu. Na vzhodu leži manj sušna centralno-andska suha puna. Suhi del te ekoregije je južno od reke Loe med vzporednima Sierra Vicuña Mackenna in kordiljero Domeyko. Severno od Loe leži Pampa del Tamarugal.
Obalni klifi severnega Čila zahodno od čilske obalne kordiljere so glavna topografska značilnost obale. Geomorfologija puščave Atacama je bila označena kot planota z nizkim reliefom, ki je »podobna velikanski dvignjeni terasi«. Vmesna depresija (ali Podolžna dolina) tvori serijo endoreičnih kotlin v velikem delu puščave Atacama južno od zemljepisne širine 19 ° 30' J. Severno od te zemljepisne širine se vmesna depresija potopi v Tihi ocean.

## Podnebje
Čeprav je skoraj popolno pomanjkanje padavin najpomembnejša značilnost puščave Atacama, se lahko pojavijo izjeme. Julija 2011 je ekstremna antarktična hladna fronta prekrila padavinsko senco in na planoto je zapadlo 80 cm snega, kar je presenetilo prebivalce po vsej regiji, zlasti v Boliviji, kjer so se mnogi vozniki zagozdili v snežnih zdrsih in iskali pomoč reševalcev.
Leta 2012 je Altiplanu zima prinesla poplave v San Pedro de Atacama.
25. marca 2015 so močna deževja prizadela južni del puščave Atacama. Posledične poplave so sprožile blatne tokove, ki so prizadeli mesta Copiapo, Tierra Amarilla, Chanaral in Diego de Almagro, kar je povzročilo smrt več kot 100 ljudi.

### Sušnost
Puščava Atacama je splošno znana kot najbolj sušen nepolaren kraj na svetu, zlasti v okolici zapuščenega mesta Yungay (v regiji Antofagasta). Povprečna količina padavin znaša približno 15 mm na leto , čeprav nekatere lokacije, kot sta Arica in Iquique, prejmejo 1 do 3 mm na leto . Poleg tega nekatere vremenske postaje v Atacami niso nikoli prejele dežja. Obdobja do štirih let so bila registrirana brez padavin v centralnem sektorju, kjer so mesta Antofagasta, Calama in Copiapó. Dokazi kažejo, da Atacama med letoma 1570 in 1971 ni imela znatnih padavin.
Puščava Atacama je med najstarejšimi puščavami na zemlji in je doživela skrajno hiperaridnost pred 3 milijoni let, zato je to najstarejša neprekinjeno sušna regija na svetu. Dolga zgodovina aridnosti poveča možnost supergene mineralizacije pod ustreznimi pogoji v sušnih okoljih namesto da zahteva vlažne pogoje. Geološke raziskave kažejo, da je v nekaterih delih puščave Atacama, kot v današnjem Čilu, hiperaridnost trajala zadnjih 200 milijonov let (od triasa) in je podobna le z afriško puščavo Namib.
Atacama je tako aridna, da je veliko gora visokih več kot 6000 m popolnoma brez ledenikov. Le najvišji vrhovi (kot so Nevado Ojos del Salado, Monte Pissis in Llullaillaco) so trajno pokriti s snegom.
Južni del puščave med 25 in 27 ° J je bil morda brez ledenikov v kvartarju (tudi med poledenitvijo), čeprav se permafrost razteza do višine 4400 m in je neprekinjen nad 5600 m. Študije skupine britanskih znanstvenikov so ugotovile, da so nekatera rečna dna suha 120.000 let . Vendar pa nekatere lokacije v Atacami doseže morska megla, znana lokalno kot camanchaca, ki zagotavlja zadostno vlago za hipolitne alge, lišaje in celo nekaj kaktusov - med njimi je opazna vrsta Copiapoa.
Geografsko se sušnost Atacame razlaga tako, da leži med dvema gorskima verigama (Andi in čilski obalnim hribovjem), ki je dovolj visoko, da prepreči dostop vlagi iz oceana in je v padavinski senci.

### Primerjava z Marsom
V regiji, približno 100 km južno od Antofagaste, ki je v poprečju 3000 m visoka, se površje primerja s površjem Marsa. Atacama se je zaradi svojega drugačnega videza uporabljala kot mesto za snemanje prizorov iz Marsa, predvsem v televizijski seriji Space Odyssey: Voyage to the Planets.
Leta 2003 je ekipa raziskovalcev objavila poročilo, v katerem so podvajali teste, ki so jih uporabljali sondi Viking 1 in Viking 2 na Marsu za odkrivanje življenja in niso mogli zaznati nobenih znakov na puščavi Atacama v regiji Yungay. Puščave Atacama v Čilu in Peruju in drugih krajih so tako edinstvene na Zemlji, da jih NASA uporablja za testiranje instrumentov za prihodnje misije na Mars. Ekipa je ponovila teste Vikinga v Marsu podobnem Zemljinem okolju in našla manjkajoče znake življenja v vzorcih tal iz zapuščenih antarktičnih suhih dolin. Vendar pa je leta 2014 poročala o novem hiperaridnem mestu María Elena South, ki je bilo bolj suho od Yungaya in s tem boljše okolje, podobno Marsu. 
Leta 2008 je Phoenix Mars Lander zaznal perklorate na površini Marsa na isti lokaciji, kjer je bila prvič odkrita voda. Perklorate najdemo tudi v Atacami in z njimi povezani nitratni ostanki vsebujejo organske snovi, kar vodi do špekulacij, da znaki življenja na Marsu niso nezdružljivi s perklorati. Atacama je tudi testno mesto za Nasin - Earth–Mars Cave Detection Program. 

## Rastlinstvo
Kljub geografskim in podnebnim razmeram v puščavi se je tam razvila bogata raznolikost rastlinstva. V tej puščavi je bilo zbranih več kot 500 vrst. Za te vrste je značilna njihova izredna sposobnost, da se prilagodijo temu ekstremnemu okolju . Najpogostejše vrste so zelišča in cvetice, kot so timijan, cvetoča kobulnica jareta (Azorella compacta) in slana trava (Distichlis spicata), kjer je zadostna vlažnost so drevesa kot so chañar (Geoffroea decorticans), pimentovo drevo in Prosopis chilensis.
Jareta (Azorella compacta), žametna, listnata blazinasta rastlina iz družine Apiaceae, je ena od najvišje in najpočasnejše rastočih vrst rastlin na svetu in zraste do približno 6 m v premeru. Raste na nadmorski višini od 3000 do 5250 m. Je dobro prilagojena na visoke stopnje insolacije, značilne za visokogorje Andov in ne more rasti v senci. Sprejme in ohranja toploto dneva, da se spoprime z nizkimi nočnimi temperaturami. Stopnja rasti jarete je bila nedavno ocenjena na približno 1,5 cm na leto, zaradi česar jih je veliko starih več kot 3000 let. Proizvaja zelo cenjeno smolo, ki jo je rudarska industrija nekoč zbirala kot gorivo, kar je ogrozilo to rastlino.
Puščava je tudi dom za kaktuse, sukulente in druge rastline, ki uspevajo v suhem podnebju. Vrste kaktusov so Browningia candelaris in Echinopsis atacamensis, ki lahko dosežejo višino 7 m in premer 70 cm.
Cvetenje puščave Atacama (špansko desierto florido) je mogoče videti od septembra do novembra v letih z zadostno količino padavin, kot se je zgodilo leta 2015.

## Živalstvo
Podnebje puščave Atacama omejuje število živali, ki trajno živijo v tem ekstremnem ekosistemu. Nekateri deli puščave so tako suhi, da ne more preživeti nobena rastlina ali žival. Zunaj teh skrajnih območij se na puščavskih tleh s peskom mešajo kobilice in hrošči, njihove ličinke pa so dragoceni vir hrane v lomas (iz španščine za 'hrib' z meglenimi oazami in nizko vegetacijo). Puščavske ose in metulje najdemo med toplo in vlažno sezono, zlasti v lomas. V puščavi živijo tudi rdeči škorpijoni.
Edinstveno okolje ponujajo nekateri lomas, kjer megla iz oceana zagotavlja dovolj vlage za sezonske rastline in nekaj živalskih vrst. Presenetljivo malo plazilcev živi v puščavi in še manj vrst dvoživk. V lomasu živi Chaunus atacamensis- atacamska žaba, ki jajca odlaga v trajnih ribnikih ali potokih. Legvani in lavni kuščarji (Microlophus) prebivajo v delih puščave, medtem ko slanoljubni kuščarji, Liolaemus, živijo na suhih območjih, ki mejijo na ocean . Ena vrsta, Liolaemus fabiani, je endemična v Salar de Atacama, slanišču v Atacami. 
Ptice so verjetno največja živalska skupina v Atacami. Humboldtovi pingvini živijo skozi celo leto ob obali, gnezdijo na puščavskih pečinah s pogledom na ocean. Na slaniščih tako v bližini Tihega oceana kot na celini, živijo andski plamenci in jedo alge. Druge ptice (vrste kolibrijev in vrabcev) sezonsko obiščejo lomase, da se krmijo z žuželkami, nektarjem, semeni in cvetovi. Lomas pomagajo ohranjati več ogroženih vrst, kot je na primer ogrožen Eulidia yarrellii.
Zaradi skrajne suhosti puščave živi v Atacami le nekaj posebej prilagojenih vrst sesalcev, kot je miš Phyllotis darwini. Manj suhe dele puščave naseljujeta južnoameriška siva lisica (Lycalopex griseus) in viskača (sorodnica činčile). Večje živali, kot so gvanaki in vikunje se pasejo na območjih, kjer raste trava, predvsem tam, ker je sezonsko namakana s staljenim snegom. Vikunje morajo ostati blizu stalne oskrbe z vodo, medtem ko gvanaki lahko preživijo v bolj sušnem območju saj preživijo dlje brez sveže vode. Tjulnji in morski levi se pogosto zbirajo ob obali.

## Naravna bogastva
Atacama je gospodarsko pomembna zaradi bogatih nahajališč bakra, srebra, natrijevih nitratov, kalijev nitrat (soliter), ostalih mineralov in danes že izčrpanih zalog guana. Ker zaradi pomanjkanja padavin ni bilo izpiranja, so se še ohranile obširne slane puščave (salarji). Ocenjuje se, da je v njih približno 40 % vseh svetovnih zalog litija. 
Leta 1801 so tu odkrili nov mineral in ga poimenovali atakamit.

## Zgodovina
Kljub negostoljubnim življenjskim razmeram nam arheološke najdbe dokazujejo, da so bile redke oaze naseljene že v prazgodovini z Atakamci, Ajmari, Činčori in Diaguiti. V hribih okoli San Pedra de Atacama so bili odkriti ostanki paleolitske utrdbe, Činčori pa so mumificirali že pred več kot 7000 leti in mumije iz okolice Arice veljajo za najstarejše znane ohranjene mumije na svetu. 
Zatem so Atacamo osvojili Inki, po uničenju njihovega imperija pa Španci, izmed katerih jo je leta 1536 prvi prečkal Diego de Almagro. Alonso de Ercilla jo je leta 1569 v svojem epu La Araucana opisal kot »Proti Atacami, ob zapuščeni obali, vidiš deželo brez ljudi, kjer ni niti ptic, niti zveri, niti dreves, niti rastlin«.
Ob osamosvojitvi južnoameriških držav si je večino Atacame priključila Bolivija, dejansko pa so z njo upravljale čilenske rudarske družbe. Leta 1879 je zaradi sporov glede koncesnin in davkov izbruhnila solitrna vojna, po kateri si je Čile priključil dele Bolivije in Peruja in so bile začrtane še danes veljavne meje med temi državami.

### Kultura Chinchorro
Kultura Činčoro (Chinchorro) se je razvila na območju puščave Atacama od 7000 do 1500 pr. n. št.. Ti ljudje so bili stalno naseljeni ribiči, ki so živeli večinoma na obalnih območjih. Njihovo prisotnost najdemo iz današnjih mestih od Ilo v južnem Peruju do Antofagaste v severnem Čilu. Prisotnost sveže vode v sušni regiji na obali je olajšala človeško nastanitev na teh območjih. Činčori so bili znani po podrobni mumifikaciji in pogrebnih praksah. 
Pozneje so oaze Atacame doživele majhno rast prebivalstva in urbani razvoj. V 20. stoletju so imeli konflikte glede vodnih virov z obalnimi mesti in rudarsko industrijo.
San Pedro de Atacama, na približno 2400 m višine, je podobno številnim mestom. Pred inkovskim imperijem in pred prihodom Špancev je bila ekstremno sušna notranjost predvsem naseljena s plemenom Atacameño. Znani so po gradnji utrjenih mest, imenovanih pukarás, od katerih je eno oddaljeno le nekaj kilometrov od San Pedro de Atacama. Mestno cerkev so zgradili Španci leta 1577.
Obalna mesta so nastala v 16., 17. in 18. stoletju v času španskega imperija, ko so se pojavila kot ladijska pristanišča za srebro, proizvedeno v Potosiju in drugih rudarskih centrih. V 19. stoletju je bila puščava pod nadzorom Bolivije, Čila in Peruja. Ob odkritju zalog natrijevega nitrata in zaradi nejasnih meja je območje kmalu postalo konfliktno in povzročilo solitrno vojno. Čile je pridobile večino puščave, mesta ob obali pa so se razvila v mednarodna pristanišča, ki so gostili številne čilske delavce, ki so tja migrirali.
Zaradi gvana in soli se je prebivalstvo v 19. stoletju izjemno povečalo, predvsem zaradi priseljevanja iz osrednjega Čila. V 20. stoletju se je nitratna industrija zmanjšala, hkrati pa je večinoma moško prebivalstvo v puščavi postalo vse bolj problematično za čilsko državo. Rudarji in rudarska podjetja so prišla v konflikt in protesti so se razširili po vsej regiji.

### Zapuščena mesta rudnikov nitratov
Puščava ima bogate zaloge bakra in drugih mineralov ter največjo naravno zalogo natrijevega nitrata na svetu, ki je bila v veliki meri izkoriščana do začetka 1940-ih. Mejni spor v zvezi s temi viri med Čilom in Bolivijo se je začel v 19. stoletju in povzročil solitrno vojno.
Puščava je leglo okoli 170 zapuščenih nitratnih (ali solitrskih) rudarskih mest, ki so bila skoraj vsa zaprta desetletja po izumu sintetičnega nitrata v Nemčiji na prelomu 20. stoletja (glej Haber-Boschev proces). To so mesta Chacabuco, Humberstone, Santa Laura, Pedro de Valdivia, Puelma, María Elena in Oficina Anita.
Puščava Atacama je bogata s kovinskimi mineralnimi viri, kot so baker, zlato, srebro in železo, pa tudi z nekovinskimi minerali, vključno s pomembnimi zalogami bora, litija, natrijevega nitrata in kalijevih soli. Salar de Atacama je vir bišofita (hidroksidni magnezijev klorid s formulo MgCl2 · 6H2O). Te vire izkoriščajo različne rudarske družbe, kot so Codelco, Lomas Bayas, Mantos Blancos in Soquimich. 

## Znanstvene raziskave
Zaradi suhega podnebja je ozračje večino dni v letu izjemno jasno in ker zaradi redke poseljenosti skorajda ni svetlobnega onesnaženja, je Atacama priljubljena med astronomi in tako je tam zraslo več velikih observatorijev, ki so največji na svetu. Evropski južni observatorij tako upravlja observatorije La Silla, Paranal (vključno z Zelo velikim teleskopom) in Llano de Chajnarto. V gradnji je Izredno velik teleskop.
Atakamski velik milimetrski niz, ki so ga zgradile evropske države, Japonska, Združene države Amerike, Kanada in Čile v observatoriju Llano de Chajnantor, je uradno začel delovati 3. oktobra 2011. Številni projekti radijske astronomije, kot so CBI (Cosmic Background Imager), ASTE (Atacama Submillimeter Telescope Experiment) in ACT (Atacama Cosmology Telescope), delujejo na območju Chajnantor od leta 1999.
Najbolj suha področja, kamor ne sežejo niti morske meglice, veljajo za zelo podobna razmeram na Marsu. NASA tako na teh področjih preizkuša naprave, ki jih nato pošlje na Mars. Med drugim so ponovili teste, s katerimi sta Viking 1 in Viking 2 iskala življenje na Marsu. Tudi na teh najbolj suhih predelih niso zaznali nobenih znakov življenja, zaradi česar je ta del edinstven na Zemlji.
Ob obali poteka nekaj pilotskih projektov z mrežami, s katerimi bi bilo mogoče kondenzirati vlago v megli in tako pridobivati vodo.

## Zaščitena območja
- Narodni park Pan de Azúcar
- Narodni rezervat Pampa del Tamarugal
- Narodni rezervat La Chimba